# Танџир (Вирџинија)
Танџир (енгл. Tangier) град је у америчкој савезној држави Вирџинија. По попису становништва из 2010. у њему је живело 727 становника.

## Демографија
Према попису становништва из 2010. у граду је живело 727 становника, што је 123 (20,4%) становника више него 2000. године.
| Група             | 2000.       | 2010.       |
| Белци             | 601 (99,5%) | 713 (98,1%) |
| Афроамериканци    | 3 (0,5%)    | 4 (0,6%)    |
| Азијати           | 0 (0,0%)    | 3 (0,4%)    |
| Хиспаноамериканци | 0 (0,0%)    | 2 (0,3%)    |
| Укупно            | 604         | 727         |